# Siedlisko (gemeente)
De gemeente Siedlisko is een landgemeente in het Poolse woiwodschap Lubusz, in powiat Nowosolski.
De zetel van de gemeente is in Siedlisko.
Op 30 juni 2004 telde de gemeente 3503 inwoners.

## Oppervlakte gegevens
In 2002 bedroeg de totale oppervlakte van gemeente Siedlisko 92,19 km², waarvan:
- agrarisch gebied: 53%
- bossen: 37%

De gemeente beslaat 11,96% van de totale oppervlakte van de powiat.

## Demografie
Stand op 30 juni 2004:
| Omschrijving                   | Totaal | Totaal | Vrouwen | Vrouwen | Mannen | Mannen |
| ------------------------------ | ------ | ------ | ------- | ------- | ------ | ------ |
| eenheid                        | aantal | %      | aantal  | %       | aantal | %      |
| inwoners                       | 3503   | 100    | 1765    | 50,4    | 1738   | 49,6   |
| bevolkingsdichtheid (inw./km²) | 38     | 38     | 19,1    | 19,1    | 18,9   | 18,9   |

In 2002 bedroeg het gemiddelde inkomen per inwoner 1535,33 zł.

## Administratieve plaatsen (sołectwo)
Bielawy, Borowiec, Piękne Kąty, Różanówka, Siedlisko.
Zonder de status sołectwo : Zwierzyniec.

## Aangrenzende gemeenten
Bytom Odrzański, Kotla, Nowa Sól, Sława, Żukowice